# Gaspar Malatesta de Monte Pòrzio
Gaspar Malatesta de Monte Pòrzio fou fill de Galeotto Malatesta de San Mauro, i fou senyor de Monte Porzio i consenyor de San Mauro, Monleone, Calbana, Calbanella, Ginestreto, Secchiano i Castiglione. Va adquirir els feus de Bernardovecchio, Busichio i Ghirardo. Va morir vers el 1430 o poc abans. De la seva muller Novella de Roello va deixar com única hereva de Monte Pòrzio a la seva filla Ludovica Malatesta de Monte Pòrzio.